# Коррупция в Кыргызстане
Коррупция в Кыргызстане представляет собой большую и значительную проблему, представляющая главную угрозу национальной безопасности страны, социально-экономическому развитию, благосостоянию общества и народа и затрагивающую функционирование органов государственной власти, судебных органов, правоохранительных органов, уголовно-исполнительной системы, органов местного самоуправления, систем здравоохранения и образования в Кыргызстане.

Герб Кыргызской Республики

Коррупция стала неотъемлемой частью механизма государственного управления в Кыргызстане. В Индексе восприятия коррупции, ежегодно публикуемом Transparency International, Кыргызстан находится в числе 50 наиболее коррумпированных стран мира.
Согласно современному киргизскому законодательству коррупция — умышленные деяния, состоящие в создании противоправной устойчивой связи одного или нескольких должностных лиц, обладающих властными полномочиями, с отдельными лицами или группировками в целях незаконного получения материальных, любых иных благ и преимуществ, а также предоставление ими этих благ и преимуществ физическим и юридическим лицам, создающие угрозу интересам общества или государства.
Существуют законы, направленные на предотвращение коррупции, но их исполнение очень слабо. Низкий уровень судебного преследования коррумпированных должностных лиц является ещё одним фактором, способствующим разгулу коррупции в Киргизии. Для непубличного должностного лица не является уголовным преступлением влиять на решение публичного должностного лица. Судебная система Кыргызстана сталкивается с серьёзным функциональным дефицитом из-за ограниченности ресурсов и коррупции в судебных органах.
В Кыргызстане коррупция присутствует практически на всех уровнях общества, бизнеса и власти. Киргизия является одной из самых коррумпированных стран мира и по состоянию на 2019 год занимает 126 место по индексу восприятия коррупции по версии международной организации «Transparency International», и одним из факторов, способствующих этому, является обладание крупнейшим золоторудным месторождением Центральной Азии Кумтор (в госбюджет поступает лишь малая часть налогов и платежей от рудника, но которое способствовала многим коррупционным скандалам и обвинениям высших должностных лиц страны в коррупции), его большие запасы золота, угля и географическое положение
Индекс восприятия коррупции Transparency International за 2019 год ставит Кыргызстан на 126-е место из 180 стран.
«Взяточничество среди чиновников низкого и среднего уровня являются частью повседневной жизни и иногда даже прозрачны», — утверждает Freedom House, добавляя, что повсеместное распространение коррупции помогает «ограничить равенство возможностей»
Местные власти и милиция юга Кыргызстана характеризуются высоким уровнем коррупции, нетерпимостью к узбекам. Июньский кризис лишил государственные институты того небольшого доверия со стороны узбекской диаспоры, которое и до кризиса было в дефиците. Коррупция местных властей и милиции юга Киргизии во многом способствовала июньским событиям 2010 года.

## История

### СССР

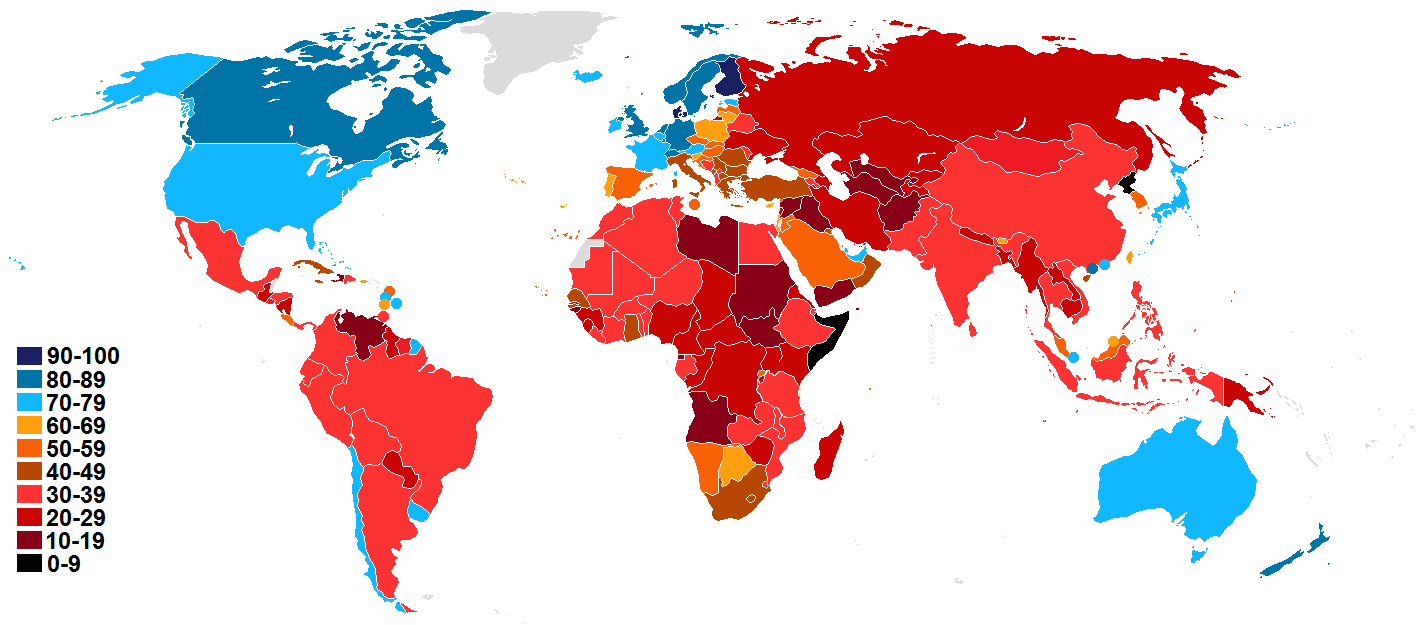
Карта мира по индексу восприятия коррупции в 2015 году согласно Transparency International

В конце XIX века Г. В. Плеханов писал: «Социалистическая организация производства предполагает такой характер экономических отношений, который делал бы эту организацию логическим выводом из всего предыдущего развития страны», ибо «декретами не создать условий, чуждых самому характеру современных экономических отношений». Если этого нет, после социальной революции «придётся мириться с тем, что есть, брать то, что даёт… действительность». В таком случае «здание социалистической организации будет строиться руками правительства», а не рабочего класса, не народом, а «сверху». Не партия будет служить классу, а рабочий класс и рядовые члены этой партии будут обслуживать верхние структуры партии, которые Г. В. Плеханов назвал «кастой». "Национальным производством будет заведовать социалистическая «каста» (по-нынешнему, номенклатурные хозяйственники, из среды которых выдвигались партийные и государственные работники), относительно входящих в которую лиц «не может быть никаких гарантий в том, что они не пожелают воспользоваться захваченной ими властью для целей, не имеющих ничего общего с интересами рабочего класса».
Поначалу взяточничество в Советской Киргизии признавалось контрреволюционной деятельностью, и Уголовный кодекс 1922 года предусматривал за это преступление расстрел. Несмотря на жёсткость уголовных норм, в судебной системе и правоохранительных органах коррупция продолжила своё существование и в СССР..
Возникла и действовала фиктивная экономика, которая не создавала товаров, но ветер которой неплохо надувал паруса нелегального бизнеса и позволял прекрасно кормиться тем, кто был «у кормила власти» не только административной, но, прежде всего, хозяйственной. Сюда относится производство излишней, некачественной и фальсифицированной продукции; инфляционный и спекулятивный рост цен. Особенно показательны приписки к выполнению плана. Все это служило присвоению прибавочной стоимости частными лицами, так или иначе причастными к производству.
Как вспоминает генерал КГБ А. Г. Сидоренко, Андропов не раз направлял Брежневу оперативные материалы о лихоимстве некоторых партийных деятелей, но обычно они возвращались с пометкой: «Доложено, уничтожить».
«Если в 1986 году право непосредственной экспортно — импортной деятельности было в порядке эксперимента предоставленного ограниченному кругу предприятий и организаций, — отмечалось на страницах „Известий ЦК КПСС“, — то с 1 апреля 1989 г. практически все советские государственные и кооперативные предприятия, другие организации получили право непосредственно экспортировать собственную продукцию и закупать на заработанные средства товары для развития производства и удовлетворения потребностей своих трудовых коллективов.»
В СССР до начала 1980-х годов тема коррупции открыто не поднималась. О том, что с середины 1950-х годов до 1986 года регистрируемое в уголовной практике взяточничество возросло в 25 раз, советским гражданам не сообщалось..
Количество чиновников в Советском Союзе на 1000 жителей: в 1922 г. их было 5,2; в 1928 — 6,9; в 1940 — 9,5; в 1950 — 10,2; в 1985 — 8,7.

### В современной Киргизии

#### 1992—2000 годы
Большую роль в распространении коррупции в постсоветской Киргизии послужила искусственное банкротство успешно работающих госпредприятий и фабрик и дальнейшая их приватизация по остаточной, символичной стоимости со стороны власть имущих. Которые за счёт хищения госимущества официально превратились в долларовых мультимиллионеров. В дальнейшем приватизация сельскохозяйственных земель закрепила большие наделы земельных участков за новоявленными коррупционерами. Таким преступным образом, народ в Киргизии был лишён общественной собственности, созданную трудом нескольких поколений народа и которая перешла в частную собственность госчиновников, находящихся у власти. Первоначальное накопление капитала путём присвоения за символическую стоимость госсобственности способствовала к тому, что к власти в Киргизии стремились люди с преступным прошлым. В результате чего, около 30 процента народа страны находится за чертой бедности, а Киргизия находится в десятке наиболее бедных государств мира.
В своё время ещё Акаев признал, что преступность и коррупция прочно обосновались на седьмом этаже Белого дома (там расположены рабочие кабинеты президента и премьера). Это утверждение не потеряло актуальности и при Бакиеве. Так, по спискам его партии «Ак Жол» в 2007 году в парламент прошёл один из лидеров южной организованной преступной группировки Санжар Кадыралиев, впоследствии застреленный прямо в своей служебной депутатской машине. В парламент страны были избраны и другие лидеры организованных преступных группировок Искендер Матраимов, Баяман Эркинбаев, Рысбек Акматбаев, Омурбек Бакиров, Улан Чолпонбаев, Бакытбек Жетигенов, Алтынбек Сулайманов.
«В парламенте Киргизии, везде говорят о коррупции. Но никто не говорит, что во главе коррупции стоят организованные преступные группировки, которые руководят всем. Боятся, что завтра их ударят по голове. Потому что власти проиграли организованным преступным группировкам»
Из доклада заместителя секретаря Совета Безопасности О. Суваналиева на съезде партии «Бутун Кыргызстан» 19 августа 2020 года
В 1998 году доктор юридических наук Н. И. Матузов отмечал, что «привилегии, злоупотребления, коррупция современных начальников приобрели такие формы и масштабы, которые даже и не снились партгосчиновникам советского периода».
В книге «Цель номер один» Михаил Антонов и заведующий юридическим отделом администрации Президента Киргизской Республики Марат Укушов оценивали коррупцию в Киргизии как «тотальную».
В начале 2019 года сотрудник центра Transparency International Kyrgyzstan А. Шаршенбаев заявил, что Киргизия входит в десятку наиболее коррумпированных стран мира и что коррупция является одной из самых деструктивных сил в киргизском государстве.
В Национальной стратегии устойчивого развития Киргизской Республики на период 2013-2017 годы было отмечено, что система власти и бизнеса в Киргизии пропитана коррупцией и преступным бизнесом, криминализацией отдельных государственных структур. Состояние правоохранительной и правоприменительной систем свидетельствует о том, что они не способны противостоять коррупции, поскольку сами зачастую являются её субъектом.

#### С 2000 года
В Индексе восприятия коррупции, ежегодно публикуемом Transparency International, Киргизия находится в числе 50 наиболее коррумпированных стран мира.
В Индексе восприятия коррупции, ежегодно составляемом Transparency International, в 2019 году Киргизия заняла 126 место из 180. В этом рейтинге Киргизия упоминается, как одна из стран Азии с самой сложной коррупционной ситуацией, где «взяточничество зачастую идёт рука об руку с преследованиями этнических меньшинств». Социологическое исследование показало, что 81 % опрошенных в Киргизии считают коррупцию самой большой проблемой.
Эксперты отмечают, что оборот теневой экономики оценивается в среднем 60 % от ВВП страны — это около 130 млрд сомов, так как, коррупция является одним из способов ухода от установленной системы налогообложения и государственной отчётности. Известно, что через коррупцию идет перераспределение доходов в пользу отдельных корпоративных и социальных групп за счёт наиболее уязвимых слоёв населения, которые не имеют возможности противостоять вымогательству и иным коррупционным злоупотреблениям.
В то же время некоторые аналитики утверждают, что никакой борьбы с коррупцией в Киргизии нет, аресты чиновников среднего звена систему взяточничества не нарушают, политика по противодействию коррупции не выработана.
Одной из укоренившихся форм коррупции в современной Киргизии стало трудоустройство родственников чиновников всех рангов в структуры с высоким уровнем доходов, что можно рассматривать как плату за их лояльность в отношении «удочеривших-усыновивших» и их структур. Родственники часто становятся прикрытием для бизнеса и собственности чиновников, путём переписывания права владения. В печати отмечались вызывающие такие подозрения случаи. В частности, жён братьев Матраимовых.
В коррупции были замешаны также близкие родственники нынешнего президента страны С. Жээнбекова: племянник жены Айбек Токоев начальник финансовой полиции по южному региону и муж сестры Жолболду Чобоев начальник милиции Кара-Кульджинского района

## Анализ коррупции в стране
Шведский политолог Йохан Энгвалль в своём исследовании «Коррупция — это вся Киргизия. Государство как инвестиционный рынок: аналитическая база для понимания политики и бюрократии в Киргизии» писал: Всё государство под названием Киргизия можно представить в качестве рынка, на котором продаются и покупаются государственные должности. Кульминацией разложения государства, стал практически официальный симбиоз между правоохранительными органами и оргпреступностью, взращённый бывшим президентом Бакиевым. В своей диссертации доктор Й. Энгвалль приводит цифры, озвученные различными источниками информации, и относящиеся к различным периодам истории независимой Киргизии. По словам его собеседников, в акаевские времена должность министра могла стоить от ста до двухсот тысяч долларов. Чтобы стать губернатором, надо было заплатить более 40 тысяч, а акимом (главой администрации города) — от 20 тысяч долларов. В феврале 2011 года, по словам бывшего судьи и заместителя министра, за место судьи в суде первой инстанции в Бишкеке надо было заплатить от 10 до 50 тысяч долларов.

## Коррупция в органах местного самоуправления
После расширения полномочий, децентрализации и передачи многих функций непосредственно в органы местного самоуправления, местная власть превратилась в одно из основных коррупционных кормушек Киргизии. Главы органов местного самоуправления были наделены распорядительными, контрольными и административными полномочиями, которые они использовали для личного обогащения. В результате децентрализации сборы всех видов налогов и платежей перешли к введению местных властей. Местная власть самостоятельно формировала местный бюджет. Значительные средства местного бюджета направлялись на сомнительные проекты по которым проводились неоднозначные тендеры, откаты по ним составляли до 50 % от суммы тендера. Другими коррупционными составляющими местных властей являются выделение земельных участков для строительства индивидуального жилья, муниципальной собственности в аренду и продажу в частную собственность, разрешение на строительство, перевод объектов в нежилой фонд, приём объектов в эксплуатацию, которые осуществляются только за крупные взятки. Злоупотребление должностным положением среди местных чиновников достигли угрожающие масштабы, о чём доложил генеральный прокурор страны
В период правления главы Кызыл-Кыштакского айыл окмоту Шарабидина Капарова, он был признан самым коррумпированным чиновником в Кыргызстане.
За этот срок отмечены преступления в сфере земельных махинаций, незаконной передачи государственных социальных объектов (в частности, территории школ, бани в селе Кызыл-Байрак, части Толойконской больницы) в частную собственность.
Шарабидин Капаров по поддельным документам оформил в частную собственность стратегический объект государственного значения — Западный аэропорт города Ош, которую в дальнейшем разрушил и социальный объект — баню в селе Кызыл-Байрак на имя своего отца. Он передал своим родственникам здание 4-этажного учебного корпуса Ошского совхоза-техникума для незаконной организации притона азартных игр.
Ш. Капаровым проводились незаконное капитальное строительство на сельскохозяйственных орошаемых землях и охранной зоне Западного (запасного) аэропорта города Ош, передача муниципальной собственности и муниципальной земли с занижением в сотни раз реальной рыночной цены с причинением особо крупного материального ущерба государственным интересам, незаконно оформлялись в частную собственность целые дороги улиц в населённых пунктах села Сураташ, выделялись земельные участки для строительства жилья за крупные взятки, незаконное присвоение бюджетных средств путём завышения сметы расходов и объёмов работ. Ш. Капаров не брезговал присваивать бюджетные средства, выделяемых для детей, малоимущих семей и инвалидов.
Для привлечения к уголовной ответственности коррупционера Шарабидина Капарова жители управы вынуждены были письменно жаловаться в адрес Президента России В. В. Путина, организовывали шествия с транспарантами в столицу, выходили на многочисленные митинги, устраивали акты самосожжения. Ш. Капаров преследовал и угрожал убийством активистам. На Ш. Капарова было возбуждено 19 уголовных дел и он 18 января 2021 года был освобожден от занимаемой должности.
Продолжил коррупционные схемы заместитель главы управы Маданбеков Бекзат Сайдимаматович, который создал земельную ОПГ, куда входили Умаров Рахматилло Дилмуродович и Алимов Козимжон Носирович. Р. Умаров и К. Алимов находили земельные участки малоимущих людей, а Б. Маданбеков подделывал постановления и оформлял эти земли аффилированным лицам и продавали участки третьим лицам. 11 января 2023 года лидер ОПГ Б. Маданбеков был задержан сотрудниками ГКНБ с поличным при получении крупной взятки за земельные махинации. При помощи своих высокопоставленных родственников судьи Верховного Суда страны Айнаш Токбаевой и прокурора Ганышера Сайдимаматовича Маданбекова он избежал уголовной ответственности. Решением суда был снят арест с многомиллионной собственности Б. Маданбекова, полученная им коррупционным путем. В дальнейшем реализовывала коррупционные схемы по хищению госбюджетных средств, подделке документов, махинации с землей родственница Бекзата Маданбекова депутат Кызыл-Кыштакского айыльного кенеша Орозкан Токторалиева. Правоохранительными органами было возбуждено несколько уголовных дел на Розу Токторалиеву, которая впоследствии была названа самой коррумпированной депутатом современного Кыргызстана.

## Коррупция на таможне, контрабанда, поставка наркотиков
Тотальная коррупция в госорганах Киргизии способствует большому потоку контрабанды. Экономической и коррупционной основой для коррупционеров Киргизии стала таможня, на который приходились значительные финансовые потоки. Близость к этому ресурсу и обусловила выделение некоторых «кланов» в стране, первоначально на основе партийных территориальных объединений. После краха СССР и появления независимой Киргизии «Коррупционные кланы» превратились в олигархические группы, поскольку от приватизации выиграли преимущественно представители старой партийной номенклатуры.
С развалом СССР в киргизской таможне начали внедрять серые коррупционные схемы, развивать контрабанду, контролировать поставку наркотиков из Таджикистана через Киргизию в Казахстан и далее в Россию на системной основе. Коррумпированное руководство правоохранительных органов контролировали киргизскую часть «Северного маршрута» поставки афганских наркотиков в Россию, Китай и другие страны.
Большой поток контрабанды из Китая и Турции и дальнейший беспошлинный реэкспорт этих контрабандных товаров в страны ЕАЭС вызывали неоднократные скандалы среди руководства стран ЕАЭС. Так в октябре 2017 года Казахстан даже закрыл границу с Киргизией, требуя от властей Киргизии покончить с серой контрабандой. Но, так как власти Киргизии через серого кардинала киргизской таможни получают теневые доходы от таможни и контрабанды, ситуация с серой контрабандой до сих пор не решается. Это играет на руку коррупционерам, так как контрабанда товаров и поставка наркотиков через границу, которую они контролируют является основной статьёй теневых доходов коррупционеров и с частью преступных доходов от которого делятся с руководством страны и поэтому коррупционеры от таможни являются неприкасаемыми при любой власти в Киргизии.
За 17 лет киргизская таможня зарегистрировала поступившие из Китая товары на общую сумму 11,64 миллиарда долларов. При этом китайская таможня посчитала, что отправила в Киргизию товаров на 61,667 миллиарда долларов. За 2001-2017 годы разница составляет более 50 миллиардов долларов. В 2018 году разница в значениях китайского импорта в республике по сравнению с киргизскими данными составила 3 миллиарда 666 миллионов долларов. Такой большой поток серых товаров из КНР через киргизскую территорию оказывает давление на Россию и Казахстан, с которыми страна имеет общую таможенную территорию. За 2001-2018 годы разница составляет более 54 миллиардов долларов.
Таким образом, из-за серых схем внедрённых кланом Матраимовых в таможню госбюджет Киргизии недополучил более 10 миллиардов долларов. Это при том, что внешний долг Киргизии составляет 4,5 миллиарда долларов, правительство страны вынуждено заимствует финансовые средства для пополнения госбюджета и Киргизия входит в десятку самых беднейших стран мира и один миллион киргизов находятся в вынужденной миграции из-за отсутствия перспектив и работы на Родине.
Импорт товаров из Китая в Киргизию, тысяч долларов
| Год                     | По данным Киргизии | По данным Китая | Разница     |
| ----------------------- | ------------------ | --------------- | ----------- |
| 2001                    | 48 537             | 76 639          | -28 102     |
| 2002                    | 59 094             | 146 156         | -87 062     |
| 2003                    | 77 688             | 245 164         | -167 476    |
| 2004                    | 80 078             | 492 741         | -412 663    |
| 2005                    | 102 879            | 867 153         | -764 274    |
| 2006                    | 245 639            | 2 112 786       | -1 867 147  |
| 2007                    | 355 558            | 3 665 539       | -3 309 981  |
| 2008                    | 728 205            | 9 212 050       | -8 483 845  |
| 2009                    | 617 268            | 5 227 522       | -4 610 254  |
| 2010                    | 666 303            | 4 127 513       | -3 461 210  |
| 2011                    | 923 544            | 4 878 289       | -3 954 745  |
| 2012                    | 1 210 253          | 5 073 516       | -3 863 263  |
| 2013                    | 1 432 046          | 5 075 346       | -3 643 300  |
| 2014                    | 1 098 468          | 5 242 520       | -4 144 052  |
| 2015                    | 1 029 111          | 4 282 123       | -3 253 012  |
| 2016                    | 1 464 957          | 5 605 426       | -4 140 469  |
| 2017                    | 1 500 066          | 5 336 808       | -3 836 742  |
| Всего за 2001—2017 годы | 11 639 694         | 61 667 291      | -50 027 597 |

За 17 лет, по данным киргизской таможни, объём поставок товаров из Турции составил 1,129 миллиарда долларов. По данным турецкой — было отправлено товаров на 2,968 миллиарда долларов. Разница составляет 1,839 миллиарда долларов.
Существенную долю занимают в импорте Киргизии товары из США. Официальные цифры близки к данным по импорту из Турции. Однако и здесь данные таможни США отличаются значительно: 884 миллиона долларов против 2,039 миллиарда.
"В прошлом году из-за серых схем до бюджета не дошло 10 миллиардов сомов (150 миллионов долларов).

Бывший президент Киргизии Алмазбек Атамбаев из интервью на пресс-конференции 31 марта 2018 года
Ещё одной коррупционной составляющей киргизской таможни являются контрабандные поставки ГСМ в Таджикистан. Киргизия, как член ЕАЭС приобретает у России крупные партии ГСМ беспошлины и поставляют часть российских ГСМ без таможенного оформления контрабандно в Таджикистан, где ГСМ стоит дороже. Платежи не поступают в госбюджет, а поступают в карман коррупционеров.
С открытием границы с Узбекистаном, наладили контрабанду бытовой техники, мобильных телефонов и товаров народного потребления в эту страну.
Коррупционеры страны занимаются отмыванием денег в особо крупных размерах, нелегально и не декларируя выводят из Киргизии золото и несколько миллиардов долларов в год, не оплачивая налоги и платежи в госбюджет.
Вся эта история с дырами на границе в Киргизии, это очень нездорово. Кто забыл — у нас по правилам ЕАЭС общий котёл из таможенных сборов, которые страны-участницы между собой распределяют. Сейчас Бишкек получает оттуда больше, чем вкладывает — так распределены квоты. И при этом ежегодно ещё вычерпывает оттуда миллионы.

Контрабанда — больше 10 миллиардов долларов в год, тысячи тонн. Контрабанды ввозится больше, чем нормальных товаров. При такой постановке дела через границу танковую дивизию можно ввезти и оформить как 2 коробки с гипсокартоном. И никто не заметит. Нам такой расклад совершенно не нравится.
Сотрудник Администрации президента России

### Исследования аналитиков Евразийского Аналитического Клуба о коррупции в киргизской таможне
Исследования показали, что из-за контрабанды или занижения стоимости ввозимых товаров объёмы импорта из КНР занижаются более, чем в два раза, а прямой и косвенный ущерб экономике ЕАЭС от этой незаконной торговли может превышать 1,5 млрд долларов в год.
В докладе Евразийского Аналитического Клуба отмечается, что «значительная часть серых схем не отличаются хитроумностью и тщательной конспирацией». Вывод был сделан как раз на основе роста таможенных поступлений за январь-февраль 2018 года.
— Можно заключить, что политическая воля и смена руководства ведомства помогла в кратчайший срок исключить многие криминальные схемы и легализовать часть товарных потоков. Критики указывают на то, что после очередной смены руководства таможни Киргизии рост таможенных сборов на границе с КНР замедлился. Высказывается предположение, что криминал может вновь активизироваться в ближайшее время.
В докладе сообщается и о том, что "уровень серого импорта из КНР в первые 8 месяцев 2018 года в Киргизию составил 2,2 млрд долларов.
В 2018 году впервые удалось добиться некоторого сокращения объёмов и доли «серого импорта» во внешней торговле Киргизии, в результате обезвреживания ряда крупных организаторов и бенефициаров трафика. Об этом говорится в докладе Евразийского Аналитического клуба. Однако проблемы остаются, и доля «серой торговли» превышает половину импорта.
"Для ускорения решения проблемы «серого импорта» аналитиками ЕАК предлагается ряд мер, осуществимых на уровне национальных властей, а также органов ЕАЭС. Сопоставление китайской и киргизской статистики внешней торговли показывало, что в 2017 году доля импорта из КНР «неучтённого» национальной таможней в Киргизии превышало — 70 %. Общая стоимость «серого импорта» — составила несколько млрд. долларов, что означает существенные потери для бюджета, а также фактическую утрату контроля правительства над процессами на государственных границах. В течение 2018 года был предпринят ряд серьёзных шагов. В ноябре-декабре сменилось руководство таможни Киргизии, включая несколько одиозных фигур. Ряд бывших руководящих работников были объявлены в розыск и арестованы — отмечается в докладе. Благодаря принятым мерам в течение января-августа 2018 года удалось добиться некоторого роста легальной торговли с Китаем, считают евразийские аналитики.

## Отражение в литературе и искусстве
- Йохан Энгвалль «Коррупция — это весь Кыргызстан. Государство как инвестиционный рынок: аналитическая база для понимания политики и бюрократии в Киргизии»
- ОБСЕ «Общество и коррупция в Кыргызской Республике»
- сост. Л. Ч. Сыдыкова, Н. Н. Сулайманова. "Коррупция в Кыргызской Республике и её предупреждение. Бишкек: Изд-во КРСУ, 2016. 297 с.
- Омаров М. Н., Сагынбаев Д. К., Исакова Ж. З. «Проблемы борьбы с коррупцией в Кыргызстане»
- Кинофильм «Мекен» (Родина) Лента рассказывает о коррупции власти и конфликте местных жителей с китайским инвестором
- Элмирбек Иманалиев «Чоңдорго кайрылуу» песня-обращение к коррупционерам
- «Коррупция жөнүндө» песня о коррупции